# Clunio californiensis
Clunio californiensis är en tvåvingeart som beskrevs av Hashimoto 1974. Clunio californiensis ingår i släktet Clunio och familjen fjädermyggor.
Artens utbredningsområde är Kalifornien. Inga underarter finns listade i Catalogue of Life.